# أسفلتين

شكل جزيئات الأسفلتين الكيميائية

الأسفلتين هو صنف من مكونات النفط الموجودة في القطفات الثقيلة منه والمستحصلة على شكل بقايا من أسفل برج التقطير؛ وذلك بالإضافة إلى المكونات الأخرى وهي الهيدروكربونات المشبعة والمركبات العطرية والراتنجات.

## التسمية
صيغت كلمة أسفالتين لأول مرة من الكيميائي الفرنسي جان-بابتيست بوسانغو Jean-Baptiste Boussingault سنة 1837 عندما لاحظ أن لبقايا عملية تقطير المنتجات النفطية الثقيلة لها خواص تشبه الأسفلت. مع تطور وسائل تحليل النفط أعيد استخدام لفظ الأسفلتين للإشارة إلى المركبات الكيميائية المعقدة التي تكوّن المشتقات النفطية الثقيلة شبه الصلبة.

## التركيب
يتألف الأسفلتين بشكل أساسي من عناصر الكربون والهيدروجين والأكسجين والنتروجين والكبريت، بالإضافة إلى احتمال وجود كميات نزرة من فلزات الحديد والفاناديوم. تبلغ نسبة الكربون إلى الهيدروجين حوالي 1 إلى 1.2؛ وهي تختلف حسب المصدر؛ لكنها على العموم تشير إلى نسبة مرتفعة من الكربون.
يعرف الأسفلتين وفق نطاق مخبري بأنه الجزء من النفط غير القابل للانحلال في مذيب ألكاني مثل الهبتان ولكنه قابل للانحلال في مذيب عطري مثل التولوين. بينت الأبحاث بتقنية مطيافية الكتلة مرتفعة الاستبانة أن الكتلة الجزيئية لمركبات الأسفلتين تتراوح بين 400 إلى 1500 وحدة كتل ذرية.